# Coppa Agostoni 2019
La Coppa Agostoni 2019, settantatreesima edizione della corsa e valevole come evento dell'UCI Europe Tour 2019 e della Ciclismo Cup 2019 categoria 1.1, si svolse il 14 settembre 2019 su un percorso di 195,5 km, con partenza e arrivo a Lissone, in Italia. La vittoria fu appannaggio del bielorusso Aljaksandr Rabušėnka, il quale completò il percorso in 4h46'18", precedendo il kazako Aleksej Lucenko e il russo Nikolaj Čerkasov.
Sul traguardo di Lissone 57 ciclisti, su 168 partenti dalla medesima località, hanno portato a termine la competizione.

## Squadre e corridori partecipanti
| N.      | Cod. | Squadra                       |
| ------- | ---- | ----------------------------- |
| 1-7     | ITA  | Italia                        |
| 11-16   | TBM  | Bahrain-Merida                |
| 21-27   | AST  | Astana Pro Team               |
| 32-37   | UAD  | UAE Team Emirates             |
| 41-47   | ANS  | Androni Giocattoli-Sidermec   |
| 51-57   | BRD  | Bardiani CSF                  |
| 61-67   | NSK  | Neri Sottoli Selle Italia KTM |
| 71-77   | NIP  | Nippo-Vini Fantini-Faizanè    |
| 81-87   | CJR  | Caja Rural-Seguros RGA        |
| 91-97   | DMP  | Delko Marseille Provence      |
| 101-107 | GAZ  | Gazprom-RusVelo               |
| 111-117 | WGG  | Wanty-Gobert Cycling Team     |
| 121-127 | PCB  | Team Arkéa-Samsic             |

| N.      | Cod. | Squadra                            |
| ------- | ---- | ---------------------------------- |
| 131-137 | TDE  | Total Direct Énergie               |
| 141-147 | EUS  | Euskadi Basque Country-Murias      |
| 151-157 | VCB  | Vital Concept-B&B Hotels           |
| 161-167 | ICA  | Israel Cycling Academy             |
| 171-177 | DDC  | Dimension Data for Qhubeka         |
| 181-187 | CPK  | Team Colpack                       |
| 191-197 | BHP  | BeltramiTSA Hopplà Petroli Firenze |
| 201-207 | AZT  | D'Amico UM Tools                   |
| 211-217 | SAN  | Sangemini-Trevigiani-MG.K Vis      |
| 221-227 | BIC  | Biesse Carrera                     |
| 231-235 | GTV  | Giotti Victoria-Palomar            |
| 241-247 | MKT  | Meridiana Kamen Team               |

## Ordine d'arrivo (Top 10)
| Pos. | Corridore            | Squadra      | Tempo    |
| ---- | -------------------- | ------------ | -------- |
| 1    | Aljaksandr Rabušėnka | UAE          | 4h46'18" |
| 2    | Aleksej Lucenko      | Astana       | s.t.     |
| 3    | Nikolaj Čerkasov     | Gazprom      | a 31"    |
| 4    | Lorenzo Rota         | Bardiani     | a 1'20"  |
| 5    | Giovanni Visconti    | Neri Sottoli | s.t.     |
| 6    | Warren Barguil       | Arkéa        | s.t.     |
| 7    | Giulio Ciccone       | Italia       | s.t.     |
| 8    | Fausto Masnada       | Androni      | s.t.     |
| 9    | Aleksandr Vlasov     | Gazprom      | s.t.     |
| 10   | Andrea Garosio       | Bahrain-Mer. | s.t.     |